# Záznamy paměti
Záznamy paměti (v originále Les Magnétiques) je francouzský hraný film z roku 2021, který režíroval Vincent Maël Cardona. Snímek měl světovou premiéru na Filmovém festivalu v Cannes dne 9. července 2021.

## Děj
Počátek 80. let vidí mladý mechanik a nadšenec do rádia Philippe Bichon jako věk možností. Mitterrand právě vyhrál prezidentské volby, seznamuje se s Marianne a pirátské rádio Varšava, které provozuje s přáteli, bude brzy moci legálně vysílat. Philippe je následně povolán do vojenské služby.
Philippe vzpomíná na své působení ve 46. pěším pluku v Západním Berlíně.

## Obsazení
| Thimotée Robart             | Philippe     |
| Marie Colomb                | Marianne     |
| Joseph Olivennes            | Jérôme       |
| Fabrice Adde                | Francis      |
| Louise Anselme              | Nathalie     |
| Younès Boucif               | Kader        |
| Maxence Tual                | Jean-Jacques |
| Judith Zins                 | Patricia     |
| Philippe Frécon             | otec         |
| Antoine Pelletier           | Edouard      |
| Saadia Bentaïeb             | Annie        |
| Brian Powell                | Dany         |
| Valia Boulay                | Yvette       |
| Benjamin Georjon            | seržant      |
| Mathilde Bisson             | uklízečka    |
| Olga Créancier-Werckmeister | Rita         |

## Ocenění
- Filmový festival v Cannes: Cena SACD v sekci Quinzaine des réalisateurs
- Festival amerických filmů v Deauville: Cena Ornano-Valenti
- Festival Effervescence v Mâconu: Cena středoškolské poroty
- Filmový festival Sister Cities: Velká cena poroty, cena mladé poroty, nejlepší herec (Timothée Robart)
- Filmový festival Lucca: Zvláštní uznání poroty
- Festival Jeana Carmeta v Moulins: Cena poroty a Cena diváků za nejlepší herečku ve vedlejší roli (Marie Colomb), Cena poroty za nejlepšího herce ve vedlejší roli (Antoine Pelletier, Cena diváků za nejlepšího herce ve vedlejší roli (Joseph Olivennes)
- Prix Lumières: nejslibnější herec (Thimotée Robart), nominace na nejlepší filmový debut
- César: nejlepší filmový debut (Vincent Maël Cardona), nominace v kategoriích nejslibnější herec (Thimotée Robart), nejlepší zvuk (Mathieu Descamps, Pierre Bariaud a Samuel Aïchoun)
- Filmový festival Cabourg: Swann d'or pro nejslibnějšího herce (Thimotée Robart)